# Liste der Kulturgüter in Burg im Leimental
Die Liste der Kulturgüter in Burg im Leimental enthält alle Objekte in der Gemeinde Burg im Leimental im Kanton Basel-Landschaft, die gemäss der Haager Konvention zum Schutz von Kulturgut bei bewaffneten Konflikten, dem Bundesgesetz vom 20. Juni 2014 über den Schutz der Kulturgüter bei bewaffneten Konflikten sowie der Verordnung vom 29. Oktober 2014 über den Schutz der Kulturgüter bei bewaffneten Konflikten unter Schutz stehen.
Objekte der Kategorien A und B sind vollständig in der Liste enthalten, Objekte der Kategorie C fehlen zurzeit (Stand: 1. Januar 2023).

## Kulturgüter
| Foto |                                                                 | Objekt                                              | Kat. | Typ | Standort                        | Beschreibung |
| ---- | --------------------------------------------------------------- | --------------------------------------------------- | ---- | --- | ------------------------------- | ------------ |
| ja   | Datei hochladen · Wikidata zu Schloss Burg (Q745681)            | Schloss mit Kapelle (mit Burganlage) KGS-Nr.: 01415 | A    | G   | Schlossberg 3-5 600151 / 256220 |              |
| ja   | Datei hochladen · Wikidata zu Burgruine Schönenberg (Q29677677) | Burgruine Schönenberg KGS-Nr.: 12103                | B    | F   | 599953 / 256200                 |              |
| ja   | Datei hochladen · Wikidata zu Ruine Alt-Biederthal (Q2175180)   | Ruine Alt-Biederthal KGS-Nr.: 12104                 | B    | F   | 599829 / 256141                 |              |